# Bezettingsstatuut

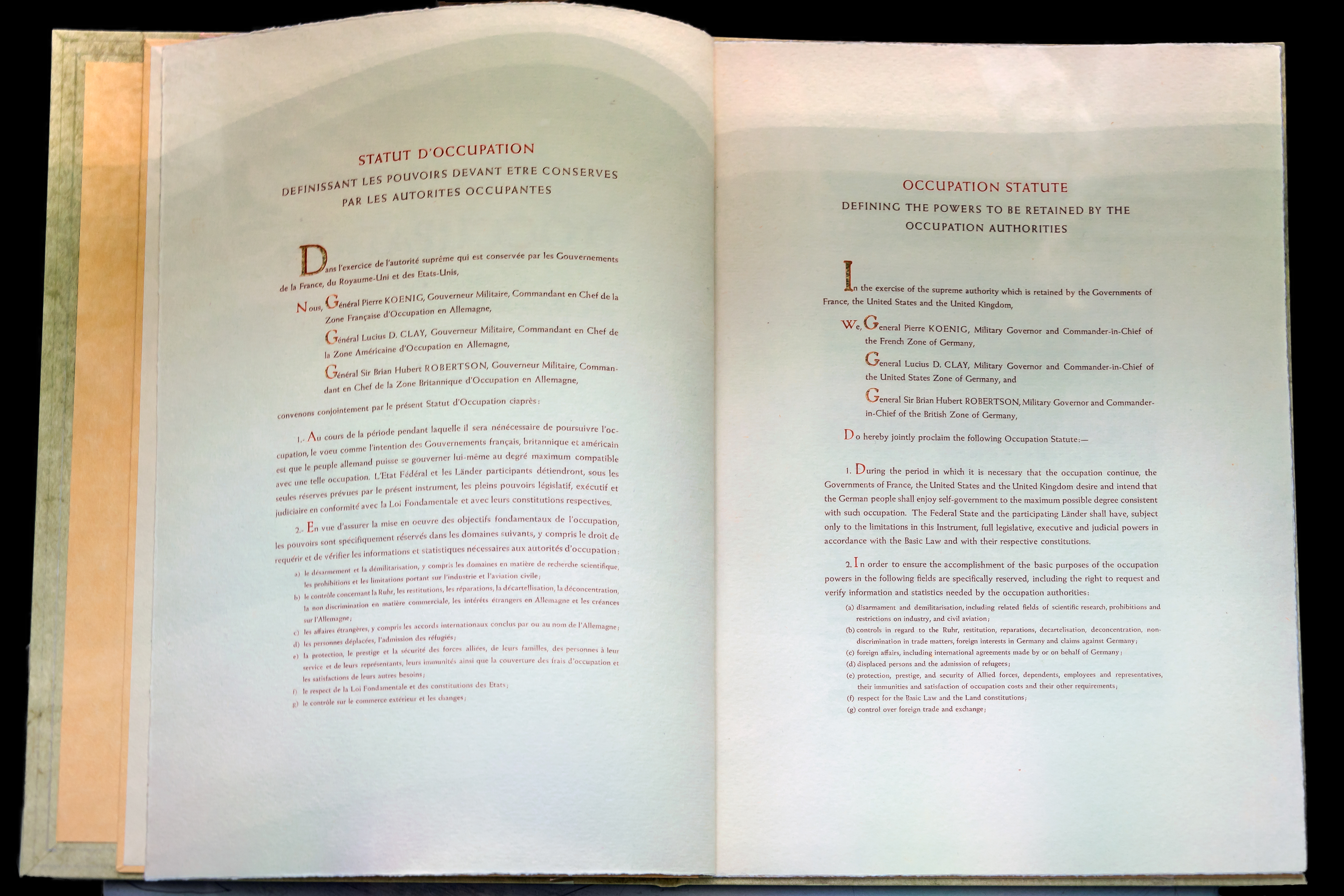
Het Bezettingsstatuut.

Het Bezettingsstatuut van Duitsland (Engels Occupation Statute, Frans Statut d'occupation) van 10 april 1949 regelde de betrekkingen tussen de Bondsrepubliek Duitsland en de drie bezettingsmachten: de Verenigde Staten, Groot-Brittannië en Frankrijk, en legde de verdeling vast van bevoegdheden en verantwoordelijkheden, tussen de toekomstige Duitse regering en de Geallieerde Controleautoriteit vast. Het statuut trad op 21 september 1949 in werking. 
De Bondsrepubliek Duitsland had bij haar ontstaan nog geen volledige staatsmacht, omdat de opperste macht bij de Geallieerden bleef. Met dit statuut verleenden de drie westerse mogendheden, vertegenwoordigd door de Geallieerde Hoge Commissie, de Bondsrepubliek en haar deelstaten de wetgevende, uitvoerende en rechterlijke macht. Zij beperkten hun eerder verworven jurisdictie, maar behielden soevereine rechten op gebieden als buitenlands beleid, demilitarisering, herstelbetalingen, opvang van vluchtelingen en controle over het Ruhrgebied. Alle grondwetswijzigingen en wetten bleven onderworpen aan het recht van bezwaar van de bezettende mogendheden. Het land bleef onder militaire bezetting, zodat de Geallieerden de politieke macht zo nodig weer volledig konden overnemen. 

## Verantwoordelijkheden van de bezettingsautoriteiten
1. Ontwapening en demilitarisering, met inbegrip van de daarmee samenhangende gebieden van wetenschappelijk onderzoek, verboden en beperkingen voor de industrie en de burgerluchtvaart.
2. Controle over het Ruhrgebied, restituties, herstelbetalingen, decartelisering, decentralisering, uitsluiting van discriminatie in handelsaangelegenheden, buitenlandse belangen in Duitsland als geheel en vorderingen tegen Duitsland.
3. Buitenlandse zaken, met inbegrip van door of namens Duitsland gesloten internationale overeenkomsten.
4. Ontheemden (“displaced persons”) en opvang van vluchtelingen.
5. Bescherming, prestige en veiligheid van geallieerde strijdkrachten, gezinsleden, werknemers en vertegenwoordigers, hun immuniteiten en de betaling van bezettingskosten en andere behoeften.
6. Eerbiediging van de grondwet en de grondwetten van de deelstaten.

1. Toezicht op de buitenlandse handel en de deviezen.
2. Toezicht op interne maatregelen, maar alleen voor zover nodig om ervoor te zorgen dat geldmiddelen, voedsel en andere benodigdheden zodanig worden aangewend dat Duitsland zo min mogelijk buitenlandse hulp nodig heeft.
3. Toezicht op de verzorging en behandeling in Duitse strafinrichtingen van personen die door rechtbanken of tribunalen van de bezettende mogendheden of autoriteiten in staat van beschuldiging zijn gesteld of veroordeeld; toezicht op de tenuitvoerlegging van vonnissen tegen deze personen en op kwesties in verband met hun amnestie, gratie en invrijheidstelling.

## Vervolg en herziening
Kort na het tot stand komen van het Statuut werd het Akkoord van Petersberg gesloten, voor Duitsland de eerste aanzet naar een eigen buitenlands beleid. De bepalingen van het Bezettingsstatuut zouden na twaalf tot achttien maanden herzien worden. De verdere onderhandelingen in dat verband leidden uiteindelijk tot het Duitslandverdrag van 26 mei 1952 en later de Verdragen van Parijs van 23 oktober 1954, waarmee het bezettingsstatuut in de westelijke bezettingszones in Duitsland beëindigd werd en de Bondsrepubliek haar soevereiniteit verkreeg. Die was weliswaar nog tot 15 maart 1991 beperkt door geallieerde voorbehoudsrechten.